# Lawndale, North Carolina
Lawndale är en kommun (town) i Cleveland County i North Carolina. Vid 2010 års folkräkning hade Lawndale 606 invånare.

## Kända personer från Lawndale
- Alicia Bridges, sångare